# Nočni izlet
Nočni izlet je slovenski črno-beli dramski film iz leta 1961 v režiji Mirka Groblerja. Film je bil prikazan na festivalu Liffe 2013 v kategoriji Retrospektiva: Mladi in drzni.

## Igralci
- Špela Rozin kot Vera
- Primož Rode kot Marko
- Tone Slodnjak kot Joe
- Manja Golec kot Tatjana
- Janez Škof kot Oblak
- Anka Cigoj kot Mira
- Jože Pengov kot Koren
- Angelca Hlebce kot Tatjanina mati
- Marjan Kralj kot Jamnik